# Reuben Te Rangi
Reuben Te Rangi (Auckland, 14 ottobre 1994) è un cestista neozelandese.

## Carriera
Con la Nuova Zelanda ha disputato due edizioni dei Campionati oceaniani (2013, 2015) e i Campionati asiatici del 2017.